# Oye-et-Pallet
Oye-et-Pallet là một xã trong vùng hành chính Franche-Comté, thuộc tỉnh Doubs, quận Pontarlier (quận), tổng Pontarlier. Tọa độ địa lý của xã là 46° 51' vĩ độ bắc, 06° 20' kinh độ đông. Oye-et-Pallet nằm trên độ cao trung bình là 875 mét trên mực nước biển, có điểm thấp nhất là 841 mét và điểm cao nhất là 1037 mét. Xã có diện tích 10.45 km², dân số vào thời điểm 2006 là 667 người; mật độ dân số là 64 người/km².

## Thông tin nhân khẩu
| 1962 | 1968 | 1975 | 1982 | 1990 | 1999 |
| ---- | ---- | ---- | ---- | ---- | ---- |
| 323  | 332  | 340  | 369  | 467  | 579  |